# Box Office Mojo
A Box Office Mojo egy mozifilmekkel foglalkozó weboldal, mely összegyűjti és nyomon követi a mozifilmek elért bevételeit. Az oldalt 1998 augusztusában indította Brandon Gray és az oldal állítása szerint napjainkra már havonta kétmilliós látogatottsága van. A bevételek aktualizálása szinte napi szintű a forgalmazók segítségével. Az oldal fórumai népszerűek a filmrajongók körében, és számos kedvelt játék is megtalálható. 2008 júliusában a weboldalt felvásárolta az Amazon.com, leányvállalatán, az IMDb-n keresztül.
A heti bevétel adatok gyűjtése mellett a weboldal tartalmazza az adatok változását és a hétvégi sikerlistákat is az elért összbevétel alapján amerikai és kanadai adatok nélkül. A Box Office Mojo International listázza Ausztrália, Csehország, Franciaország, Németország, Japán, Litvánia, Hollandia, Norvégia, Oroszország és a FÁK, Dél-Korea, Tajvan és az Egyesült Királyság következő mozifilmjeit.
2002 óta a Mojo-n aktív fórum működik, több mint 15 000 regisztrált felhasználó használja. Adatait olyan napilapok is felhasználják, mint a Los Angeles Times, The Wall Street Journal, USA Today.